# Intersputnik
L'Intersputnik International Organization of Space Communications, comunemente nota come Intersputnik, è un'organizzazione internazionale di servizi di comunicazione satellitare fondata il 15 novembre 1971 a Mosca dall'Unione Sovietica insieme ad un gruppo di otto stati precedentemente socialisti (Polonia, Cecoslovacchia, Germania dell'Est, Ungheria, Romania, Bulgaria, Mongolia e Cuba).

## Storia
L'obiettivo era e continua ad essere lo sviluppo e l'uso comune dei satelliti per le comunicazioni. L'Intersputnik stato creato come risposta del blocco orientale all'organizzazione Western Intelsat. A partire dal 2024 l'organizzazione ha 25 stati membri.
Intersputnik al giorno d'oggi opera con 12 satelliti in orbita e 41 transponder. Nel giugno 1997 Intersputnik ha creato la joint venture Lockheed Martin Intersputnik (LMI) insieme a Lockheed Martin, che ha costruito e gestito i satelliti con lo stesso nome. Nel settembre 2006, Lockheed Martin Intersputnik è stata acquisita da Asia Broadcast Satellite (ABS).

## Stati membri
- Afghanistan
- Azerbaigian
- Bielorussia
- Bulgaria
- Cambogia
- Cuba
- Rep. Ceca
- Georgia
- Ungheria
- India
- Kazakistan
- Kirghizistan

- Laos
- Mongolia
- Nicaragua
- Corea del Nord
- Polonia
- Romania
- Russia
- Siria
- Tagikistan
- Turkmenistan
- Ucraina
- Vietnam
- Yemen